# Here's What I Believe
Here's What I Believe è il terzo album discografico in studio (il quarto comprendendo uno natalizio) del cantante inglese Joe McElderry, pubblicato nel 2012.

## Il disco
Il disco è stato pubblicato dalla Decca Records. Si tratta del primo album in cui sono presenti canzoni scritte dallo stesso McElderry. Il primo singolo, la "title track" Here's What I Believe, è stato diffuso nell'agosto 2012, mentre in novembre è stato pubblicato il brano Rescue Us.
Nel disco è presente anche una cover di E penso a te di Lucio Battisti e Mogol. Vi sono anche altre cover come Skyscraper di Demi Lovato, I Look to You di Whitney Houston (scritta da R. Kelly) e Love of My Life dei Queen.
Al disco ha collaborato anche Ludovico Einaudi.

## Tracce
1. Here's What I Believe – 4:04 (Joe McElderry, Marcella Detroit, Gavin Clark)
2. When I Need You – 3:47 (Albert Hammond, Carole Bayer Sager)
3. To Have a Broken Heart – 3:44 (Belle Humble, Jez Ashurst)
4. I Don't Want to Talk About It – 4:13 (Danny Whitten)
5. Something's Gotten Hold of My Heart – 3:52 (Roger Greenaway, Roger Cook)
6. Skyscraper – 3:45 (Toby Gad, Kerli Kõiv, Lindy Robbins)
7. How We Love – 4:05 (Beth Nielsen Chapman)
8. Your Voice – 4:09 (McElderry, Ludovico Einaudi, Helen Boulding)
9. I Look to You – 4:31 (Robert Kelly)
10. What Have I Done? – 4:15 (McElderry, Jamie Squire)
11. My Love Will Find You – 3:39 (Chapman, Annie Roboff, Charlotte Caffey, Anna Waronker)
12. Love of My Life – 3:25 (Freddie Mercury)
13. E penso a te (I Think of You) – 3:57 (Lucio Battisti, Mogol)

## Classifiche
| Classifica (2012)                   | Posizione raggiunta |
| ----------------------------------- | ------------------- |
| Regno Unito (Official Albums Chart) | 8                   |